# Mečovka Alvarezova
Mečovka Alvarezova (latinsky: Xiphophorus alvarezi, slovensky: Mečúň Alvarezov, anglicky: Chiapas swordtail). Ryba se vyskytuje ve sladkých vodách zemí Střední Ameriky. rybu vědecky popsal v roce 1960 americký ichtyolog, zoolog a kurátor na Katedře Ichtyologie při Americkém přírodovědném muzeu Donn E. Rosen (1929 – 14. září 1986).

## Popis
Základní zbarvení přírodní formy je stříbřitě nažloutlé tělo s několika nepravidelnými červenými proužky. Samci mají protaženo ocasní ploutev do mečíku. Samice ne. Samci dorůstají 5,0 cm a samice 7,5 cm. Pohlaví ryb je snadno rozeznatelné: samci mají pohlavní orgán gonopodium, samice klasickou řitní ploutev.

## Biotop
Ryba žije ve sladkých vodách Střední Ameriky, v Chiapas v Mexiku a Huehuetenango, El Quiche a Alta Veracruz v Guatemale.

## Chov v akváriu
- Chov ryby: Pro chov je vhodné akvárium o objemu min. 60 litrů. Převaha samic nad samci je žádoucí. Pro dobré prospívání potřebuje prostor pro plavání, samci se často prohánějí, v malém prostoru může dojít k ubití slabšího jedince.[4]
- Teplota vody: 24–29°C[4]
- Kyselost vody: 7,0–8,0 (7,2–8,1)pH[4][5]
- Tvrdost vody: 10–20°dGH[4]
- Krmení: Jedná se o všežravou rybu, preferuje živou potravu (perloočky, komáří larvy), přijímá také vločkové, nebo mražené krmivo. Pro dobré vybarvení a růst by strava měla být pestrá.[4]
- Rozmnožování: Březost trvá přibližně 4–6 týdnů (24–30 dní). Samice rodí 10–30 (20–80) mláďat, dle své velikosti, Po porodu je vhodné potěr odlovit, nebo k porodu použít líhničku. Ryba se může mezidruhově křížit.[4][5]